# Морелос (Коауила)
Морелос (исп. Morelos) — малый город в Мексике, штат Коауила, входит в состав одноимённого муниципалитета и является его административным центром. Численность населения, по данным переписи 2020 года, составила 6720 человек.

## Общие сведения
Изначально поселение носило составное название Санта-Рита-де-Морелос, в честь Святой Риты и национального героя Хосе Мария Морелоса.
16 марта 1826 года поселению был присвоен статус вилья, а название сокращено до Морелос.

## Фотографии

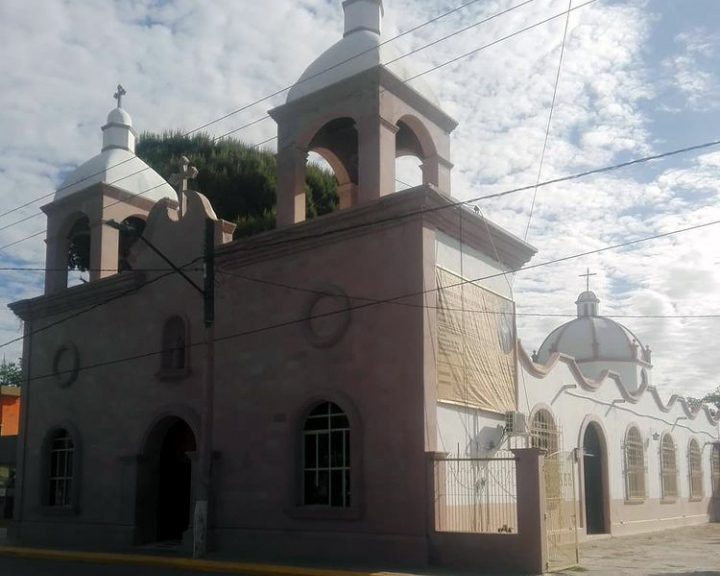
Церковь, построенная в XIX веке
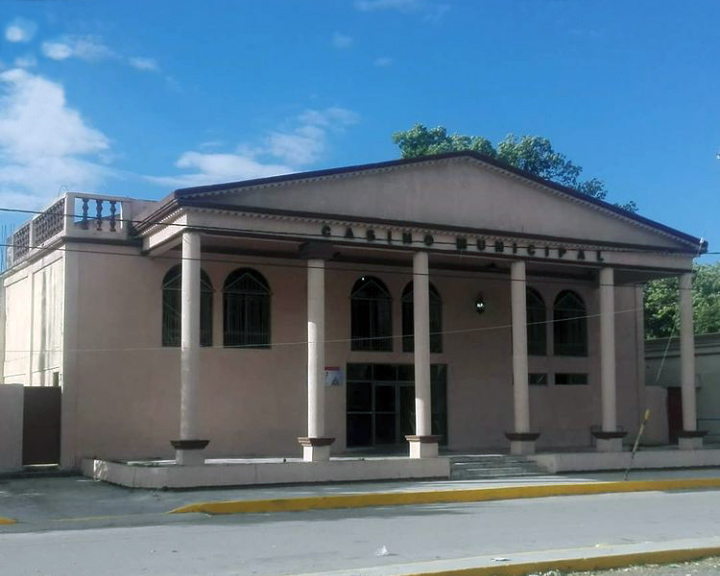
Бывшее казино